# Craterobathra argyracma
Craterobathra argyracma är en fjärilsart som beskrevs av Diakonoff 1967. Craterobathra argyracma ingår i släktet Craterobathra och familjen signalmalar. Inga underarter finns listade i Catalogue of Life.